# Disseny cradle-to-cradle

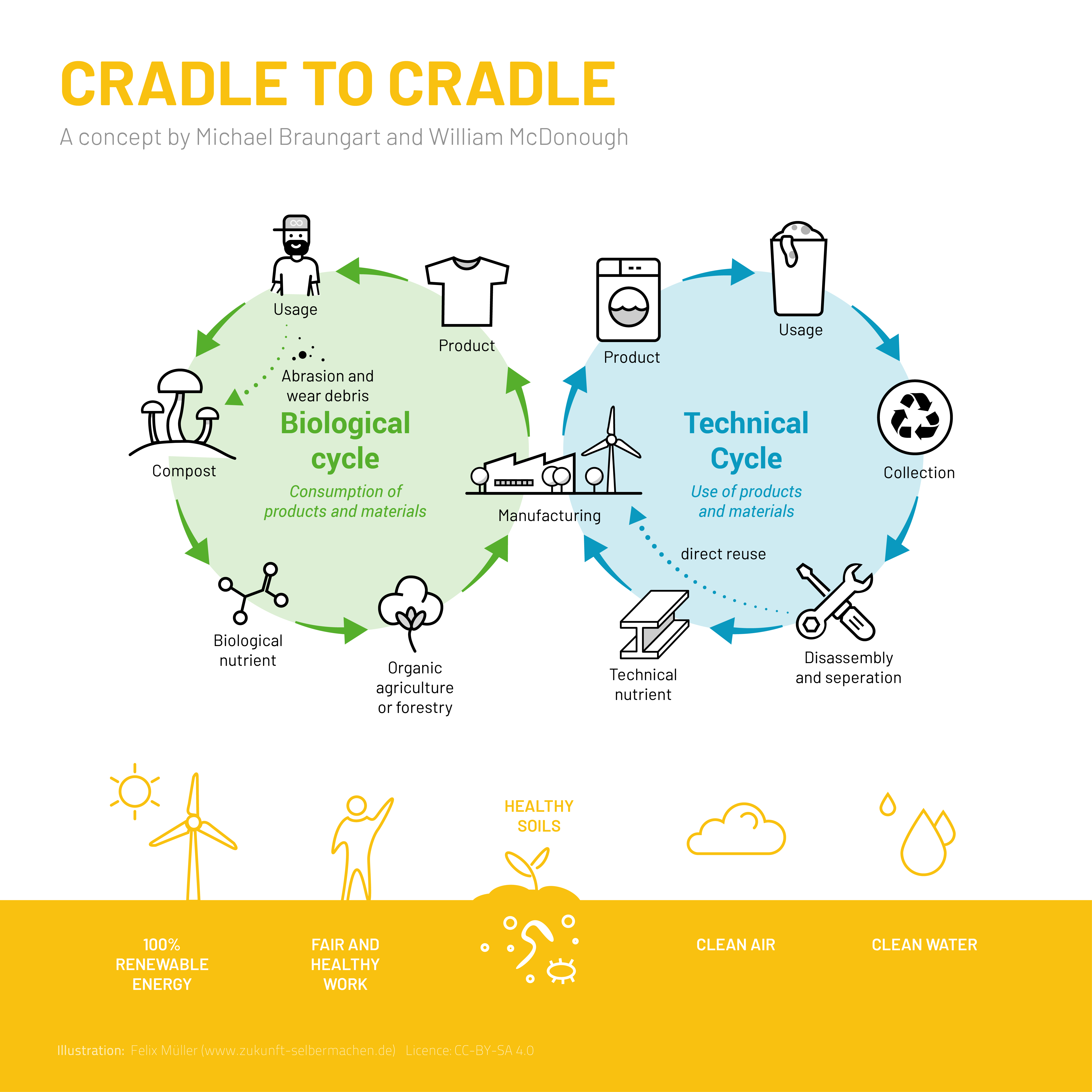
Concepte Cradle to Cradle de M. Braungart i W. McDonough.

El disseny cradle-to-cradle (també conegut com 2CC2, C2C, cradle 2 cradle, o disseny regeneratiu) és un enfocament biomimètic del disseny de productes i sistemes que modela la indústria humana en els processos de la natura, on els materials es consideren com a nutrients que circulen per metabolismes sans i segurs. El terme en si és un joc de la popular frase corporativa "del bressol a la tomba", que implica que el model C2C és sostenible i té en compte la vida i les generacions futures, des del naixement, o "bressol", d'una generació a la següent, versus des del naixement fins a la mort, o "tomba", dins de la mateixa generació.

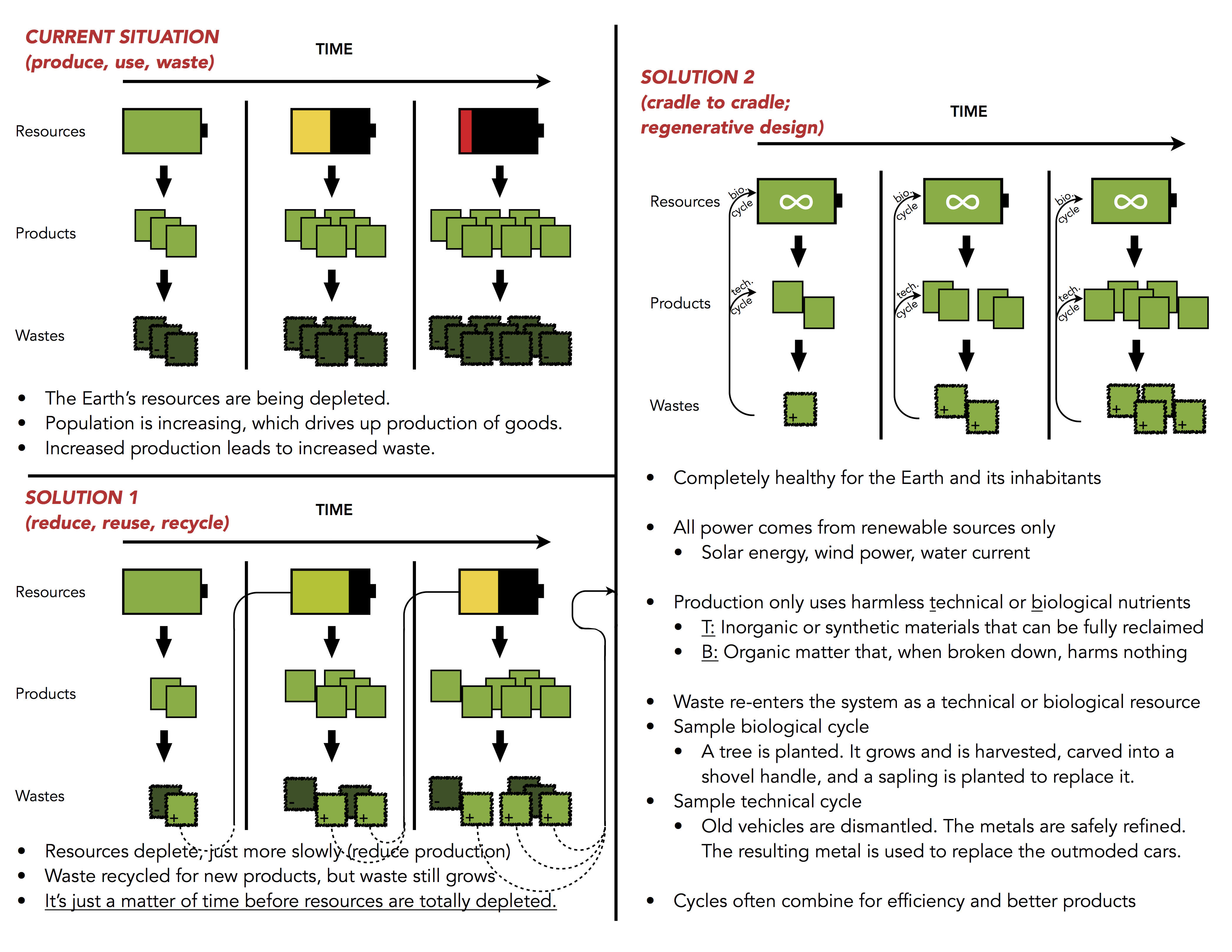
El sistema econòmic actual, la solució actual (les 3R) i el marc C2C com a solució alternativa.

El C2C suggereix que la indústria ha de protegir i enriquir els ecosistemes i el metabolisme biològic de la natura i alhora mantenir un metabolisme tècnic segur i productiu per a l'ús i la circulació d'alta qualitat de nutrients orgànics i tècnics. És un marc holístic, econòmic, industrial i social que pretén crear sistemes no només eficients, sinó també essencialment lliures de residus. A partir de tot l'enfocament de sistemes del disseny regeneratiu de John T. Lyle, el model, en el seu sentit més ampli, no es limita al disseny industrial i a la fabricació; també es pot aplicar a molts aspectes de la civilització humana, com ara als entorns urbans, edificis, economia i sistemes socials.
El terme "Cradle to Cradle" és una marca registrada dels consultors de McDonough Braungart Design Chemistry (MBDC). El programa de productes certificats Cradle to Cradle va començar com un sistema propietari; no obstant això, el 2012 MBDC va lliurar la certificació a una organització independent sense ànim de lucre anomenada Cradle to Cradle Products Innovation Institute. La independència, l'obertura i la transparència són els primers objectius de l'Institut per als protocols de certificació. La mateixa frase "de bressol a bressol" va ser encunyada per Walter R. Stahel als anys setanta. El model actual es basa en un sistema de "desenvolupament del cicle de vida" iniciat per Michael Braungart i col·legues de l'Agència de Foment de la Protecció del Medi Ambient (EPEA) als anys noranta i explorat a través de la publicació A Technical Framework for Life-Cycle Assessment.
L'any 2002, Braungart i William McDonough van publicar un llibre anomenat Cradle to Cradle: Remaking the Way We Make Things, un manifest per al disseny cradle-to-cradle que dona detalls específics de com aconseguir el model. El model ha estat implementat per diverses empreses, organitzacions i governs d'arreu del món, principalment la Unió Europea, la Xina i els Estats Units. El disseny de bressol a bressol també ha estat objecte de moltes pel·lícules documentals com Waste=Alimentació.